# Анпілогов Олександр Семенович
Олександр Семенович Анпілогов (18 січня 1954, Тбілісі, Грузинська РСР, СРСР) — радянський грузинський гандболіст, заслужений майстер спорту СРСР (1976).
Випускник Грузинського політехнічного інституту. Виступав за клуб «Буревісник» (Тбілісі). Олімпійський чемпіон (1976) та срібний призер (1980) — провів 12 матчів і закинув 42 м'ячі. Чемпіон світу (1982) та срібний призер (1978). Володар Кубка СРСР 1978.
Після завершення ігрової кар'єри працював у ВБРСВ і МВС.
На початку 1990-х поїхав на операцію до Німеччини і залишився там жити. На початку 2000-х тренував жіночу збірну Греції з гандболу.

## Нагороди
- Президентський орден Сяйво (Грузія, 2018)[1]